# Uroleucon luteolum
Uroleucon luteolum är en insektsart som först beskrevs av Williams, T.A. 1911.  Uroleucon luteolum ingår i släktet Uroleucon och familjen långrörsbladlöss. Inga underarter finns listade i Catalogue of Life.